# マリア (マルタの妹)
マリア（ベタニアのマリア）は、新約聖書に登場する女性。イスラエルはエルサレムの近郊、ベタニアに弟ラザロ、姉マルタと共に暮らし、イエス・キリストと親しかった。
2021年、カトリック教会はマルタの記念日である7月29日にマリア、ラザロを加えることを発表、施行した。

## マリアとマルタ
イエスが彼女らの家を訪れた時、迎えた姉マルタが接待のことで忙しくしていたのに対し、妹マリアはイエスの語る言葉に聞き入っていた。この姉妹の態度の違いは、伝統的に「活動的生活」(vita activa)と「観想的生活」(vita contemplativa)を表すものであると考えられてきた。教会、とくに修道の伝統のなかでは観想的生活を重視する論述がなされるが、マイスター・エックハルトは、その説教のなかで、活動的生活を通して神に奉仕するマルタの態度をキリストはよりよいものとして嘉したとする独自の解釈を提出している（詳細は以下の節を参照）。また東方教会においては、「観想的生活」と「活動的生活」はそれ自体において優劣をもたないが、マルタはマリアに対する不平を述べた点で誤りをおかしたとする理解もみられる。

## 香油を注ぐ
またあるとき、マリアはイエスの足に香油を注ぎ、その足を自らの髪で拭った。この話は類似のエピソードの合成によるものかもしれない。この行為はイエスがキリスト（メシア＝油を注がれし者）として祝福されること、あるいは近く来たるべき喪葬を暗示する。実際のイエスの喪葬にはマグダラのマリアが香油を用意したことから、ベタニアのマリアとマグダラのマリアはしばしば混同もしくは同一視される。

## マグダラのマリアとの同一視
591年グレゴリウス1世は、ベタニアのマリアとマグダラのマリア、またルカによる福音書に登場する「罪の女」を同一人物とした。この理解は西方教会カトリックでのみ支持され、プロテスタント、聖公会、及び東方教会の全宗派では受け入れられずに終わった。

## マイスター・エックハルトの説教における取り上げられかた

### 文献情報
このマリアとマルタの話を解釈した説教は、田島照久編訳『エックハルト説教集』では説教八十六と紹介されている。この参照番号はQuintによる現代ドイツ語訳の全集と同じである。一方、Pfeifferでは説教九となる。冒頭にラテン語でIntravit Iesus in quoddam castellum etc.というルカによる福音書10:38-42からの引用が掲げられている。以下の記述はすべてこの田島訳に準拠する。

### マルタの発言の意図を解釈した記述
マイスター・エックハルトは、マルタの「主よ、彼女に私の手伝いをするように命じてください」という言葉を、マルタが不機嫌になってそういったのではなく、むしろ愛から出る好意にかられて、いわば愛の叱責としてそう言った、と解釈する。すなわち、マリアがイエスのもとに座って慰めに満たされていると、自分の望むことなら何でもできるかのように思いこんでいるが、実際にそうであるかをマリアに悟らせてやって下さい、という意味とする。また同じ説教の別の個所では、マルタはマリアが歓喜と甘美さのうちに立ち留まるのではないかと心配し、そうならないように願った、と解釈している。また別の個所では、マリアがただ歓喜に酔ってそこに座ってばかりいないで、それを本質的に自らのものとするために、生きることを学んでほしい、そうしてマリアが完全なものになるように立てと命じてくださいと、マルタがイエスにお願いしたのだと解釈している。そのようなマルタの願いは、彼女の円熟した魂の奥底から出たものであった。それゆえにイエスは、「必要なことはただ一つだけである」と応えたのである。

### マルタの評価
マイスター・エックハルトはこの説教の中で、マルタをマリアより成熟した女性としてより高い評価を与えている。マルタが円熟した年齢と「極限にまで鍛え抜かれた（魂の）根底」を持っていたとし、長く生きることは最も高貴な認識を贈ってくれると讃えている。また、イエスが「マルタ、マルタ」と二回名前を呼んだ意味について、一度目には時間的働きのうちにあるマルタの完全性を示し、二度目には永遠なる浄福のためにマルタが必要なもの全てを持っていることを示したとする。すなわち、マルタが時間的善と永遠なる善の全て、つまり一個の被造物が所有できる一切のものをことごとく備えていた、と完全に近い評価を与えている。また、「マリアがマリアとなる前に、マリアはまずマルタであった、なぜなら主の足元に座ったとき、マリアはマリアではなかった」という一文が出てくる。これは意味が通らないが、田島訳では直後に（マルタのようにならなければならなかった）という解釈を挿入している。この解釈は、この後の論の展開でマリアが学校の一年生に譬えられているのに対し、マルタはすでに完全に本質的な在り方に立っていたという対比、また「良く鍛えられた身体を持ち、賢明な教えに従順になってこそ、はじめてわたしはこれをマリアと名付ける」といった記述からその妥当性が評価できる。このように、マリアは未熟であり、マルタは成熟している、といった構図の評価が繰り返されている点に、マイスター・エックハルトの意図を読み取るべきであろう。最後に、イエスがマルタに対して「あなたは思い悩んでいる」と言ったのは、あなたは多くの事物のかたわらに立っているが、決してそれらの事物があなたの内にあるのではない、という意味であったと解釈し、特に思い悩みの「中」と「かたわら」に立つことの差異に特に注意を促し、詳細な議論を展開する。結論として、思い悩みの「かたわら」に立つとは、マルタがマリアのように精神的陶酔の内で自分を甘やかすことなく、魂の下位の諸力を用いて苦労とわずらわしさとの多い仕事に身をもって当たったことを指している、とまとめている。